# هارفي كاتشينجس
هارفي كاتشينجس (بالإنجليزية: Harvey Catchings)‏ مواليد 2 سبتمبر 1951 في جاكسون، هو لاعب كرة سلة أمريكي معتزل. بدأ مسيرته الاحترافية في سنة 1974. تم اختياره من قبل فريق فيلادلفيا سفنتي سيكسرز خلال الدرافت. يبلغ طوله 6 قدم 9 بوصة (2.1 م). اعتزل اللعب في 1986. أحرز خلال مسيرته في الإن بي إيه 2335 نقطة بمعدل 3.2 نقاط في المباراة الواحدة.

## المسيرة الاحترافية
لعب مع فيلادلفيا سفنتي سيكسرز من سنة 1974 إلى 1979، ثم لعب مع بروكلين نتس في سنة 1979، ثم لعب مع ميلووكي باكز من سنة 1979 إلى 1984، ثم لعب مع لوس أنجلوس كليبرز في موسم 1984–1985، ثم لعب مع نادي غوريتسيا لكرة السلة في موسم 1985–1986.

## روابط خارجية
- هارفي كاتشينجس على موقع إن بي أي (الإنجليزية)
- هارفي كاتشينجس على موقع سبورتس رفرنس (الإنجليزية)
- هارفي كاتشينجس على موقع كلية كرة السلة في سبورتس رفرنس.كوم (الإنجليزية)
- هارفي كاتشينجس على موقع ريلجم (الإنجليزية)
- هارفي كاتشينجس على موقع بروبوليرز (الإنجليزية)